# Krško
Krško – miasto na południowym wschodzie Słowenii.
Miasto jest znane jako lokalizacja Elektrowni Atomowej Krško i ośrodek sportu żużlowego, w którym odbywają się zawody z cyklu Grand Prix IMŚ.

## Zabytki
- Kościół św. Jana Ewangelisty, sięgający XV w., przebudowany w XIX w.
- Kościół i klasztor kapucynów z XVII w.
- Kościół św. Rozalii
- Dom słoweńskiego pisarza Janeza Mencingera(inne języki)
- Kościół Ducha Świętego (ob. Galerija Krško)
- Kościół św. Krzyża
- Mauzoleum rodziny Hočevarów z XIX w. (neogotyckie)
- Kościół św. Ruperta
- Kościół św. Michała
- Kaplica św. Józefa

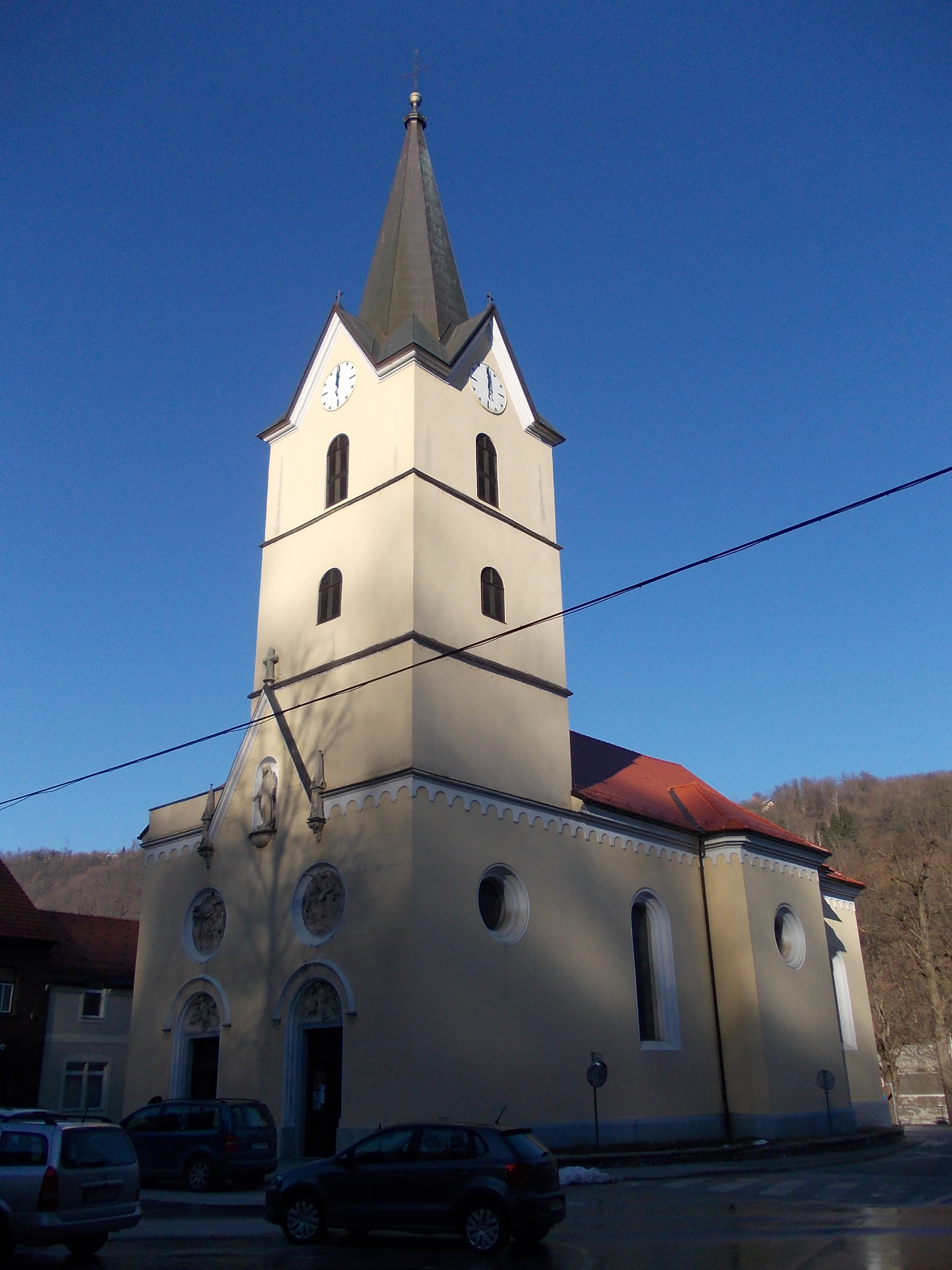
Kościół św. Jana Ewangelisty
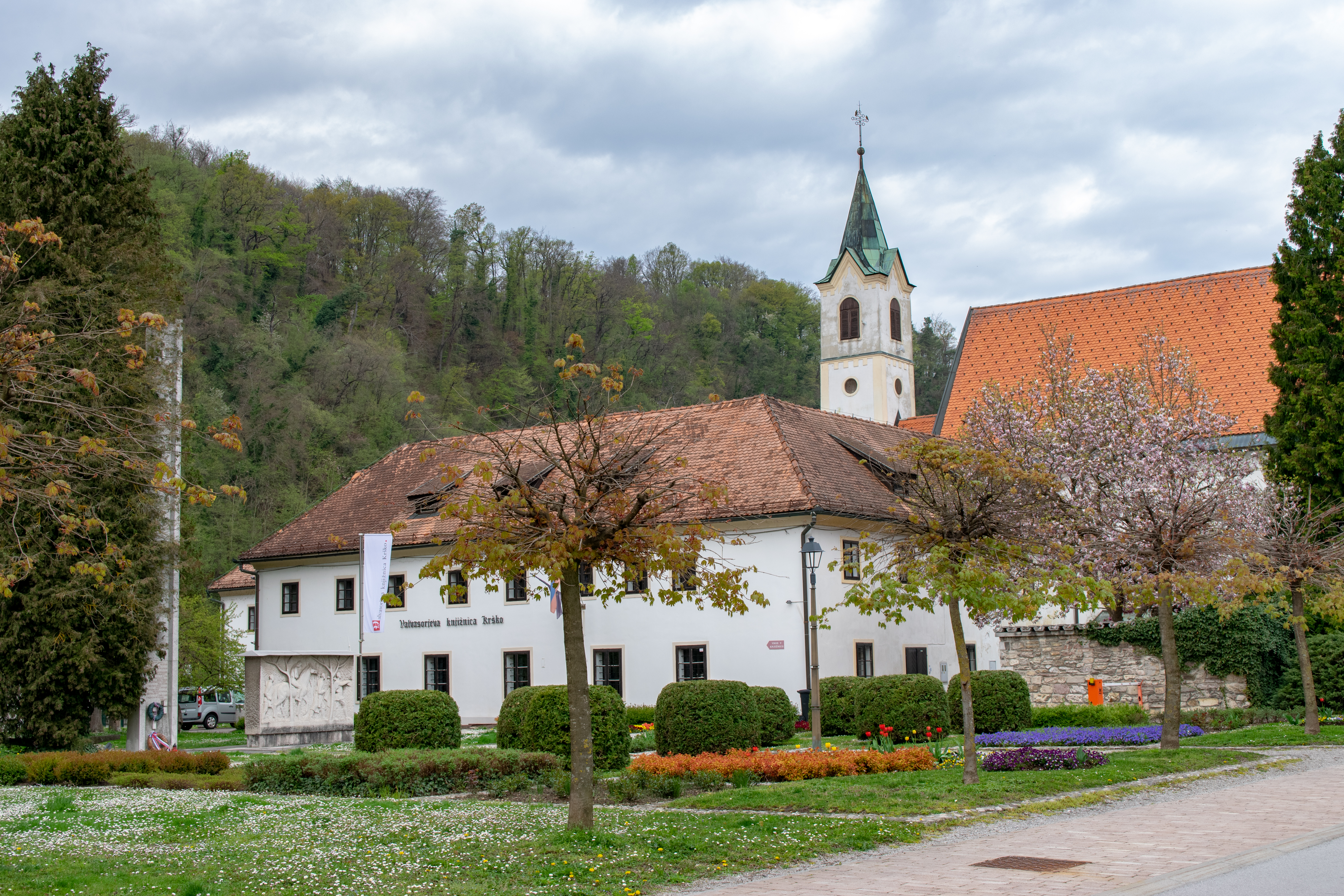
Klasztor kapucynów
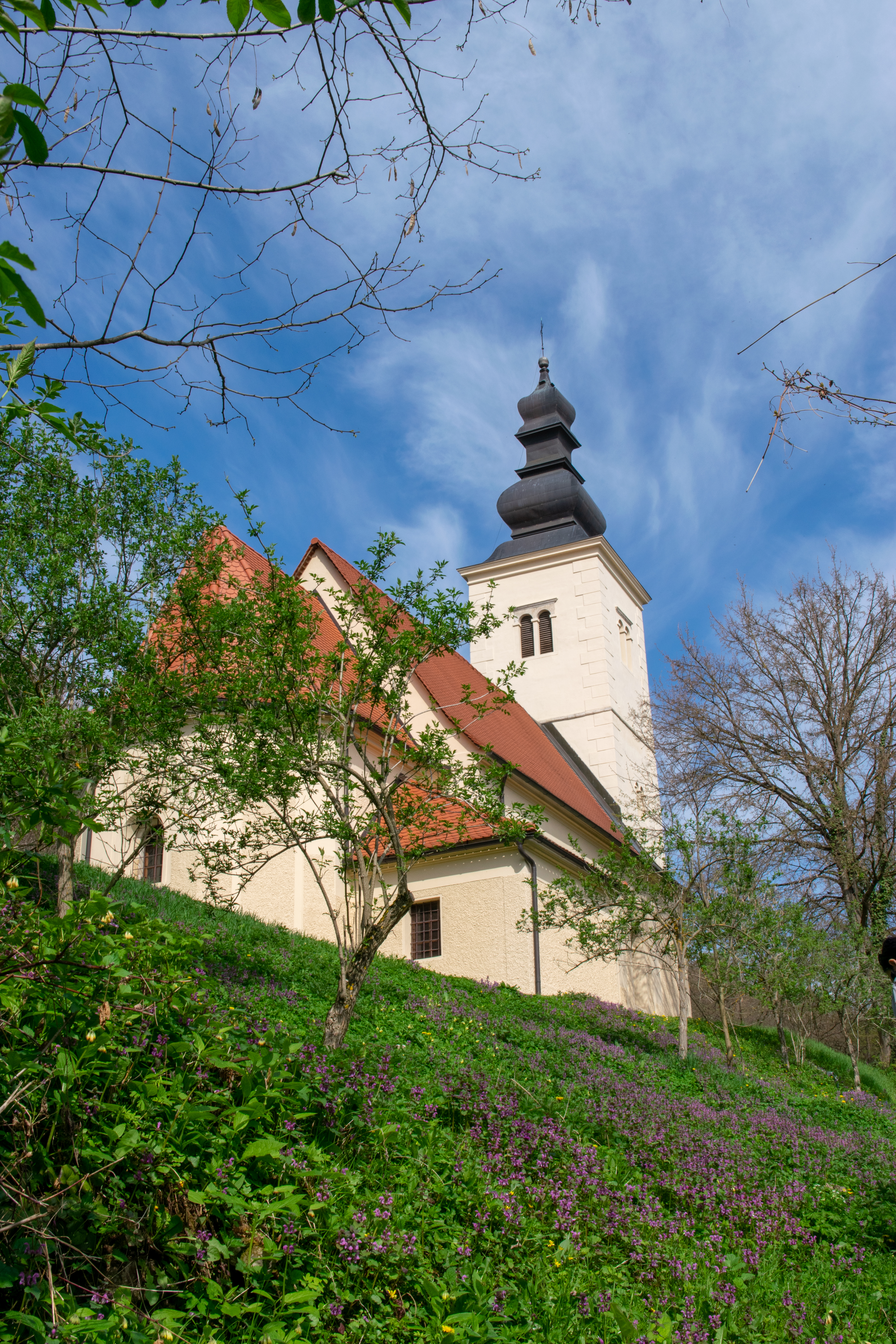
Kościół św. Rozalii
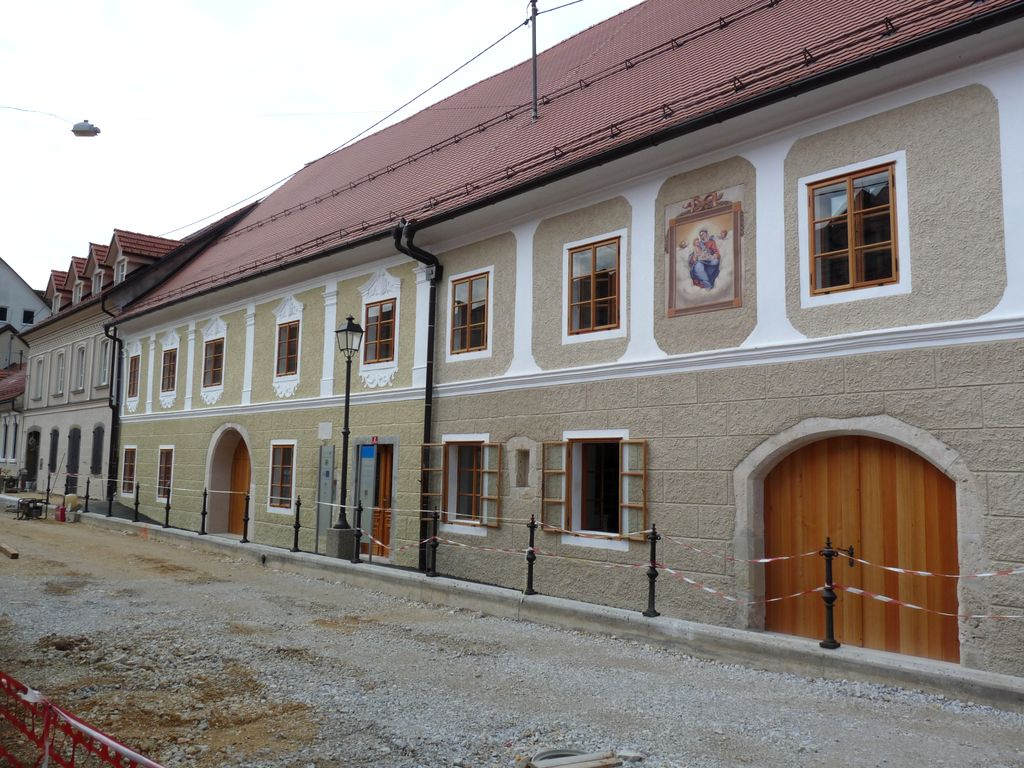
Dom Janeza Mencingera
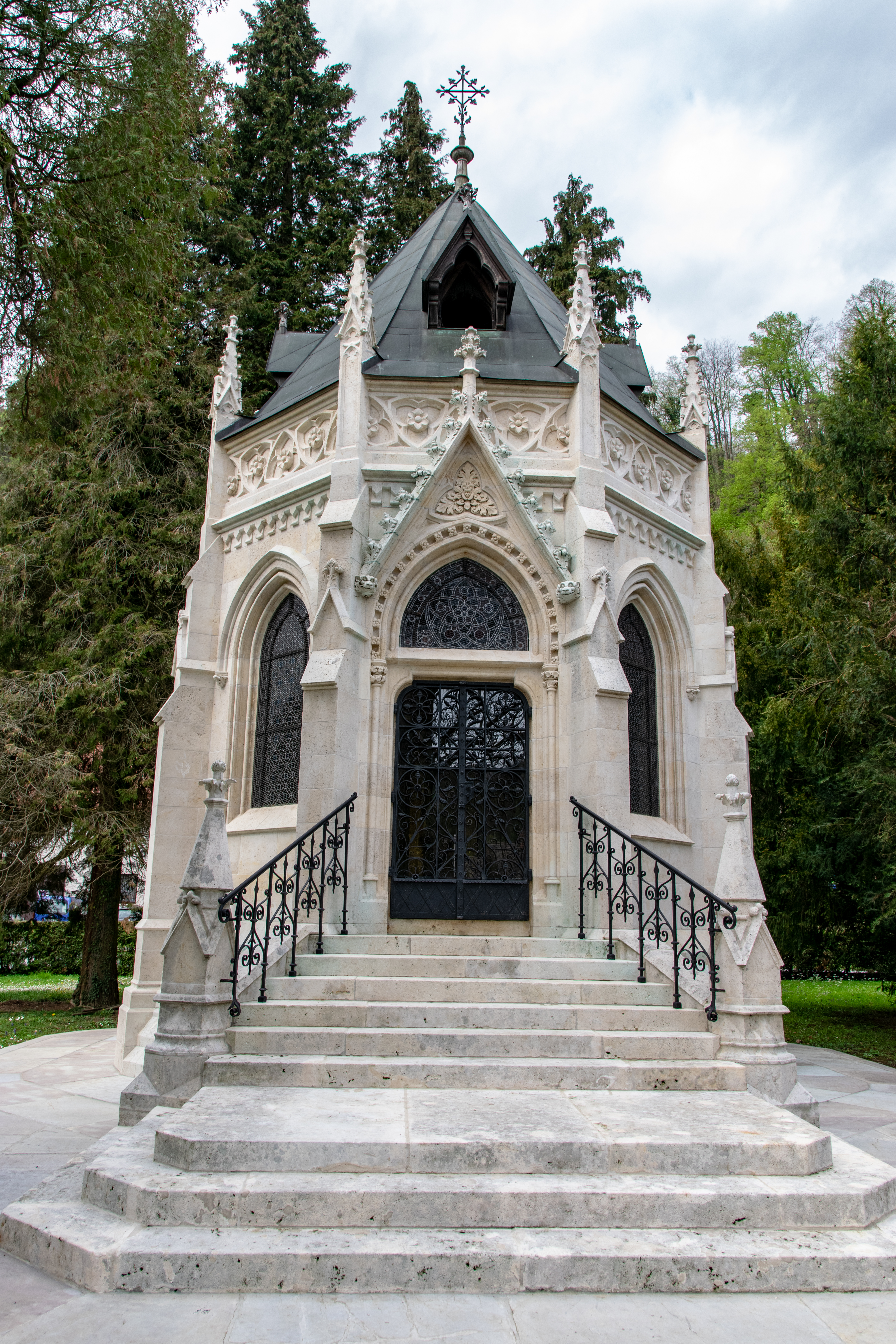
Mauzoleum Hočevarów

## Elektrownia Atomowa Krško

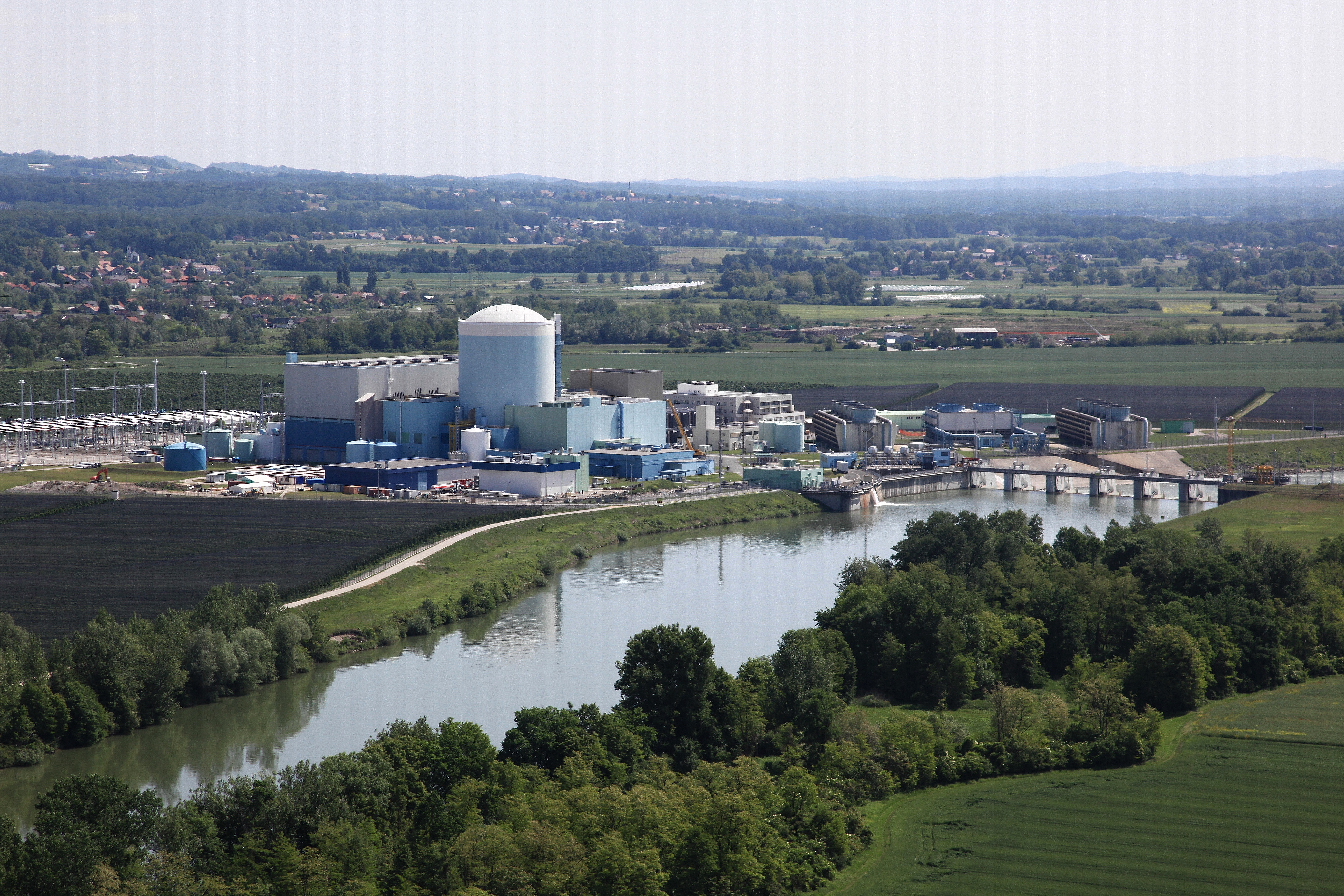
Elektrownia Atomowa Krško

W mieście znajduje się jedyna w kraju elektrownia atomowa, zbudowana na potrzeby Słowenii i Chorwacji będących wówczas częściami Jugosławii, uruchomiona w 1981 roku. Elektrownia pracuje na wzbogaconym uranie 235U.
4 czerwca 2008 roku w elektrowni doszło do awarii systemu chłodzenia, w wyniku czego podjęto decyzję o bezpiecznym tymczasowym wyłączeniu elektrowni.

## Sport

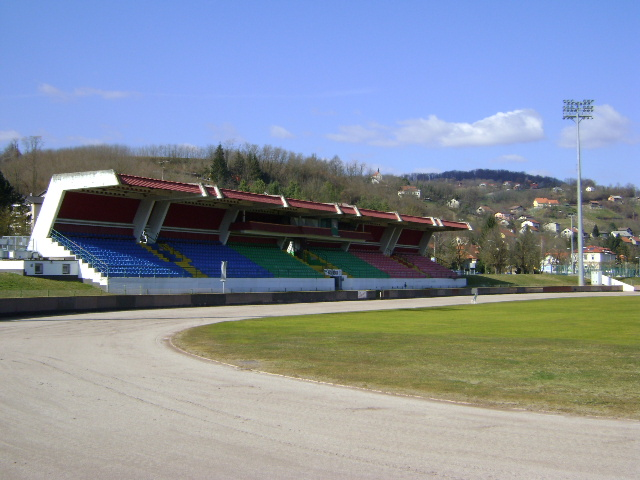
Stadion Matije Gubca

Ośrodek sportu żużlowego – od 2002 rokrocznie do 2009, oraz ponownie od 2013 odbywa się tutaj jeden z turniejów cyklu Grand Prix IMŚ – Grand Prix Słowenii. Zawody odbywają się na żużlowo-piłkarskim Stadionie Matije Gubca. Na obiekcie rozgrywa swe mecze także klub piłkarski NK Krško.

## Transport
W mieście znajduje się stacja kolejowa.